# ماریو داویدووسکی
ماریو داویدووسکی (اسپانیایی: Mario Davidovsky‎؛ زادهٔ ۴ مارس ۱۹۳۴ - درگذشته ۲۳ اوت ۲۰۱۹) یک آهنگساز و مدرس موسیقی آرژانتینی‌الاصل اهل ایالات متحده آمریکا بود. وی دانش‌آموختهٔ رشته موسیقی در دانشگاه بوئنوس آیرس است و بعدها از شاگردان آرون کوپلند و میلتون بابیت شد. وی از اعضای «آکادمی هنر و ادبیات آمریکا» و از برندگانِ کمک‌هزینه گوگنهایم و کمک‌هزینهٔ بنیاد راکفلر و همچنین جایزه پولیتزرِ موسیقی است و هم‌اکنون در «دانشکدهٔ موسیقی مِینز» در نیویورک، مشغولِ تدریس موسیقی است.